# Gran Premio de Portugal de Motociclismo de 2000
El Gran Premio de Portugal de Motociclismo de 2000 (oficialmente: Grande Prémio Marlboro de Portugal) fue la decimosegunda prueba del Campeonato del Mundo de Motociclismo de 2000. Tuvo lugar en el fin de semana del 1 al 3 de septiembre de 2000 en el Autódromo do Estoril, situado en Estoril, Portugal.
La carrera de 500cc fue ganada por Garry McCoy, seguido de Kenny Roberts, Jr. y Valentino Rossi. Daijiro Kato ganó la prueba de 250 cc, por delante de Olivier Jacque y Marco Melandri. La carrera de 125 cc fue ganada por Emilio Alzamora, Roberto Locatelli fue segundo y Arnaud Vincent tercero.

## Resultados

### Resultados 500cc
| Pos.    | N.º | Piloto              | Constructor | Vueltas | Tiempo    | Parrilla | Pts. |
| ------- | --- | ------------------- | ----------- | ------- | --------- | -------- | ---- |
| 1       | 24  | Garry McCoy         | Yamaha      | 28      | 48:07.663 | 1        | 25   |
| 2       | 2   | Kenny Roberts, Jr.  | Suzuki      | 28      | +4.941    | 4        | 20   |
| 3       | 46  | Valentino Rossi     | Honda       | 28      | +5.182    | 12       | 16   |
| 4       | 4   | Max Biaggi          | Yamaha      | 28      | +5.724    | 5        | 13   |
| 5       | 55  | Régis Laconi        | Yamaha      | 28      | +13.759   | 10       | 11   |
| 6       | 1   | Àlex Crivillé       | Honda       | 28      | +15.422   | 9        | 10   |
| 7       | 8   | Tadayuki Okada      | Honda       | 28      | +15.425   | 6        | 9    |
| 8       | 17  | Jurgen vd Goorbergh | TSR-Honda   | 28      | +15.776   | 3        | 8    |
| 9       | 6   | Norick Abe          | Yamaha      | 28      | +19.623   | 13       | 7    |
| 10      | 10  | Alex Barros         | Honda       | 28      | +19.843   | 7        | 6    |
| 11      | 99  | Jeremy McWilliams   | Aprilia     | 28      | +32.421   | 15       | 5    |
| 12      | 7   | Carlos Checa        | Yamaha      | 28      | +33.195   | 8        | 4    |
| 13      | 65  | Loris Capirossi     | Honda       | 28      | +54.916   | 14       | 3    |
| 14      | 31  | Tetsuya Harada      | Aprilia     | 28      | +1:13.562 | 17       | 2    |
| 15      | 68  | Mark Willis         | Modenas     | 28      | +1:18.311 | 16       | 1    |
| 16      | 25  | José Luis Cardoso   | Honda       | 28      | +1:19.532 | 18       |      |
| 17      | 15  | Yoshiteru Konishi   | TSR-Honda   | 28      | +1:47.140 | 19       |      |
| 18      | 18  | Sebastién Le Grelle | Honda       | 27      | +1 vuelta | 20       |      |
| 19      | 20  | Phil Giles          | Honda       | 27      | +1 Vuelta | 21       |      |
| Ret     | 5   | Sete Gibernau       | Honda       | 20      | Caída     | 11       |      |
| Ret     | 43  | Paolo Tessari       | Paton       | 10      | Retirado  | 22       |      |
| Ret     | 9   | Nobuatsu Aoki       | Suzuki      | 0       | Caída     | 2        |      |
| Fuente: |     |                     |             |         |           |          |      |

### Resultados 250cc
| Pos.    | N.º | Piloto              | Constructor | Vueltas | Tiempo      | Parrilla | Pts. |
| ------- | --- | ------------------- | ----------- | ------- | ----------- | -------- | ---- |
| 1       | 74  | Daijirō Katō        | Honda       | 26      | 45:07.769   | 2        | 25   |
| 2       | 19  | Olivier Jacque      | Yamaha      | 26      | +10.954     | 1        | 20   |
| 3       | 35  | Marco Melandri      | Aprilia     | 26      | +28.317     | 6        | 16   |
| 4       | 14  | Anthony West        | Honda       | 26      | +34.314     | 12       | 13   |
| 5       | 26  | Klaus Nöhles        | Aprilia     | 26      | +35.983     | 8        | 11   |
| 6       | 10  | Fonsi Nieto         | Yamaha      | 26      | +40.091     | 11       | 10   |
| 7       | 24  | Jason Vincent       | Aprilia     | 26      | +40.375     | 14       | 9    |
| 8       | 11  | Ivan Clementi       | Aprilia     | 26      | +51.493     | 19       | 8    |
| 9       | 22  | Sébastien Gimbert   | TSR-Honda   | 26      | +54.322     | 18       | 7    |
| 10      | 18  | Shahrol Yuzy        | Yamaha      | 26      | +54.506     | 26       | 6    |
| 11      | 66  | Alex Hofmann        | Aprilia     | 26      | +58.840     | 25       | 5    |
| 12      | 21  | Franco Battaini     | Aprilia     | 26      | +59.337     | 13       | 4    |
| 13      | 25  | Vincent Philippe    | TSR-Honda   | 26      | +1:00.132   | 16       | 3    |
| 14      | 37  | Luca Boscoscuro     | Aprilia     | 26      | +1:05.509   | 24       | 2    |
| 15      | 77  | Jamie Robinson      | Aprilia     | 26      | +1:24.133   | 28       | 1    |
| 16      | 23  | Julien Allemand     | Yamaha      | 26      | +1:24.462   | 23       |      |
| 17      | 31  | Lucas Oliver Bultó  | Yamaha      | 26      | +1:35.079   | 20       |      |
| 18      | 85  | Felisberto Teixeira | Yamaha      | 25      | +1 Vuelta   | 30       |      |
| 19      | 38  | Álvaro Molina       | TSR-Honda   | 25      | +1 Vuelta   | 29       |      |
| Ret     | 20  | Jerónimo Vidal      | Aprilia     | 20      | Retirado    | 21       |      |
| Ret     | 15  | Adrian Coates       | Aprilia     | 12      | Retirado    | 22       |      |
| Ret     | 41  | Jarno Janssen       | TSR-Honda   | 9       | Retirado    | 17       |      |
| Ret     | 4   | Tohru Ukawa         | Honda       | 3       | Caída       | 4        |      |
| Ret     | 56  | Shin'ya Nakano      | Yamaha      | 3       | Caída       | 3        |      |
| Ret     | 8   | Naoki Matsudo       | Yamaha      | 3       | Caída       | 15       |      |
| Ret     | 6   | Ralf Waldmann       | Aprilia     | 2       | Caída       | 5        |      |
| Ret     | 9   | Sebastián Porto     | Yamaha      | 1       | Caída       | 10       |      |
| Ret     | 42  | David Checa         | TSR-Honda   | 1       | Caída       | 7        |      |
| Ret     | 30  | Alex Debón          | Aprilia     | 1       | Caída       | 9        |      |
| DNS     | 16  | Johan Stigefelt     | TSR-Honda   |         | No empezó   | 27       |      |
| DNQ     | 86  | Vicente Esparragoso | Yamaha      |         | No calificó |          |      |
| DNQ     | 87  | Pablo Antelo        | Honda       |         | No calificó |          |      |
| Fuente: |     |                     |             |         |             |          |      |

### Resultados 125cc
| Pos.    | N.º | Piloto             | Constructor | Vueltas | Tiempo      | Parrilla | Pts. |
| ------- | --- | ------------------ | ----------- | ------- | ----------- | -------- | ---- |
| 1       | 1   | Emilio Alzamora    | Honda       | 24      | 43:22.891   | 1        | 25   |
| 2       | 4   | Roberto Locatelli  | Aprilia     | 24      | +3.691      | 3        | 20   |
| 3       | 21  | Arnaud Vincent     | Aprilia     | 24      | +12.233     | 8        | 16   |
| 4       | 9   | Lucio Cecchinello  | Honda       | 24      | +12.804     | 17       | 13   |
| 5       | 16  | Simone Sanna       | Aprilia     | 24      | +16.958     | 14       | 11   |
| 6       | 26  | Ivan Goi           | Honda       | 24      | +19.629     | 15       | 10   |
| 7       | 12  | Randy de Puniet    | Aprilia     | 24      | +26.990     | 9        | 9    |
| 8       | 23  | Gino Borsoi        | Aprilia     | 24      | +30.785     | 10       | 8    |
| 9       | 29  | Ángel Nieto Jr     | Honda       | 24      | +30.794     | 13       | 7    |
| 10      | 39  | Jaroslav Huleš     | Italjet     | 24      | +33.054     | 23       | 6    |
| 11      | 17  | Steve Jenkner      | Honda       | 24      | +33.466     | 20       | 5    |
| 12      | 22  | Pablo Nieto        | Derbi       | 24      | +49.454     | 19       | 4    |
| 13      | 11  | Max Sabbatani      | Honda       | 24      | +1:04.046   | 22       | 3    |
| 14      | 10  | Adrián Araujo      | Honda       | 24      | +1:13.056   | 27       | 2    |
| 15      | 53  | William De Angelis | Aprilia     | 24      | +1:13.060   | 21       | 1    |
| 16      | 34  | Eric Bataille      | Honda       | 24      | +1:14.132   | 26       |      |
| 17      | 18  | Toni Elías         | Honda       | 23      | +1 Vuelta   | 16       |      |
| 18      | 84  | José Leite         | Honda       | 23      | +1 Vuelta   | 28       |      |
| Ret     | 3   | Masao Azuma        | Honda       | 23      |             | 11       |      |
| Ret     | 54  | Manuel Poggiali    | Derbi       | 17      |             | 4        |      |
| Ret     | 24  | Leon Haslam        | Italjet     | 17      |             | 25       |      |
| Ret     | 15  | Alex De Angelis    | Honda       | 12      |             | 15       |      |
| Ret     | 32  | Mirko Giansanti    | Honda       | 10      |             | 6        |      |
| Ret     | 51  | Marco Petrini      | Aprilia     | 10      |             | 24       |      |
| Ret     | 41  | Youichi Ui         | Derbi       | 9       |             | 1        |      |
| Ret     | 8   | Gianluigi Scalvini | Aprilia     | 9       |             | 12       |      |
| Ret     | 35  | Reinhard Stolz     | Honda       | 9       |             | 18       |      |
| Ret     | 5   | Noboru Ueda        | Honda       | 8       |             | 7        |      |
| DNQ     | 86  | Paulo Henriques    | Aprilia     |         | No calificó |          |      |
| DNQ     | 83  | Emmanuel Carvalho  | Honda       |         | No calificó |          |      |
| DNQ     | 85  | Manuel Vieira      | Yamaha      |         | No calificó |          |      |
| Fuente: |     |                    |             |         |             |          |      |